# 世界文化博物馆 (法兰克福)

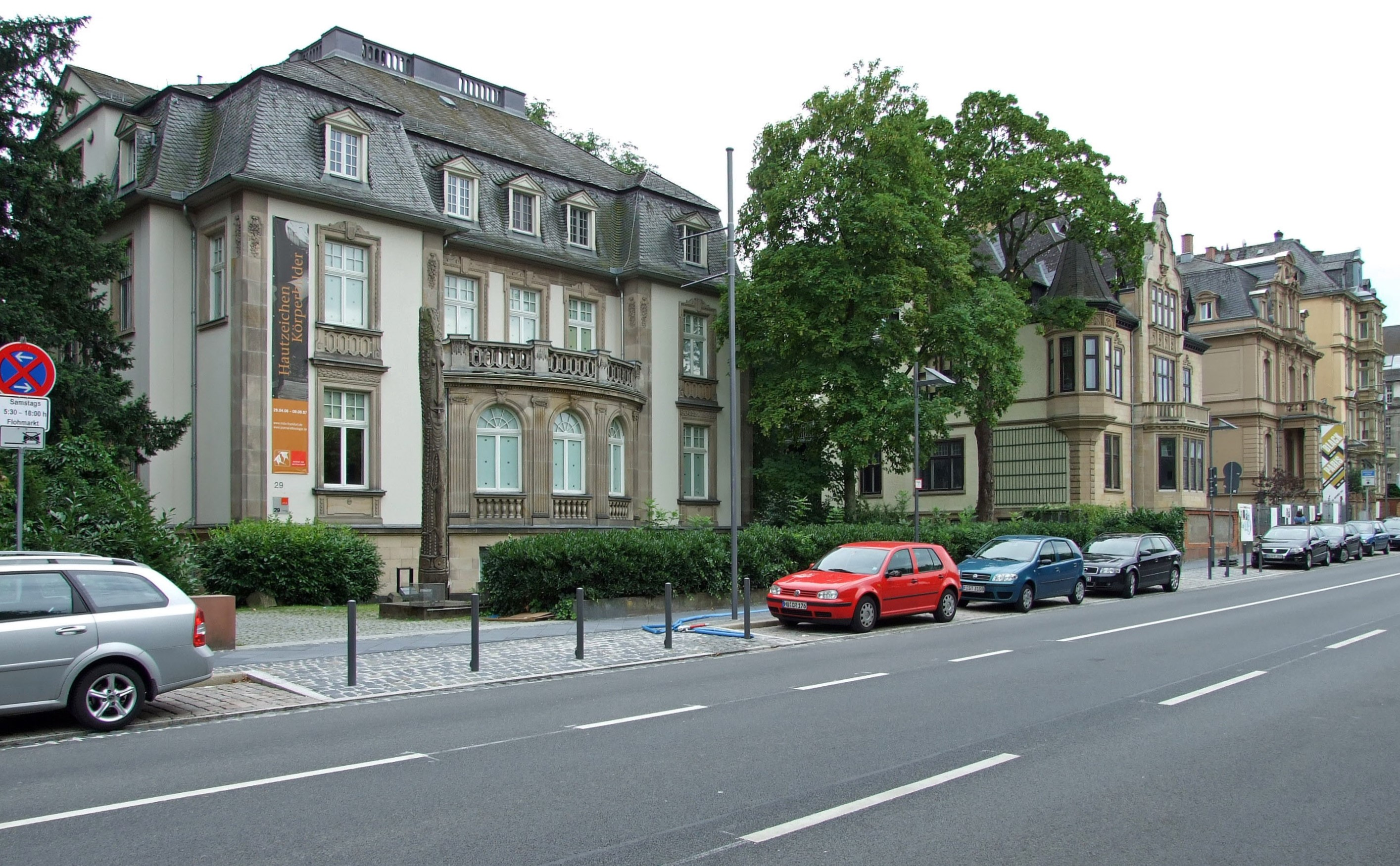

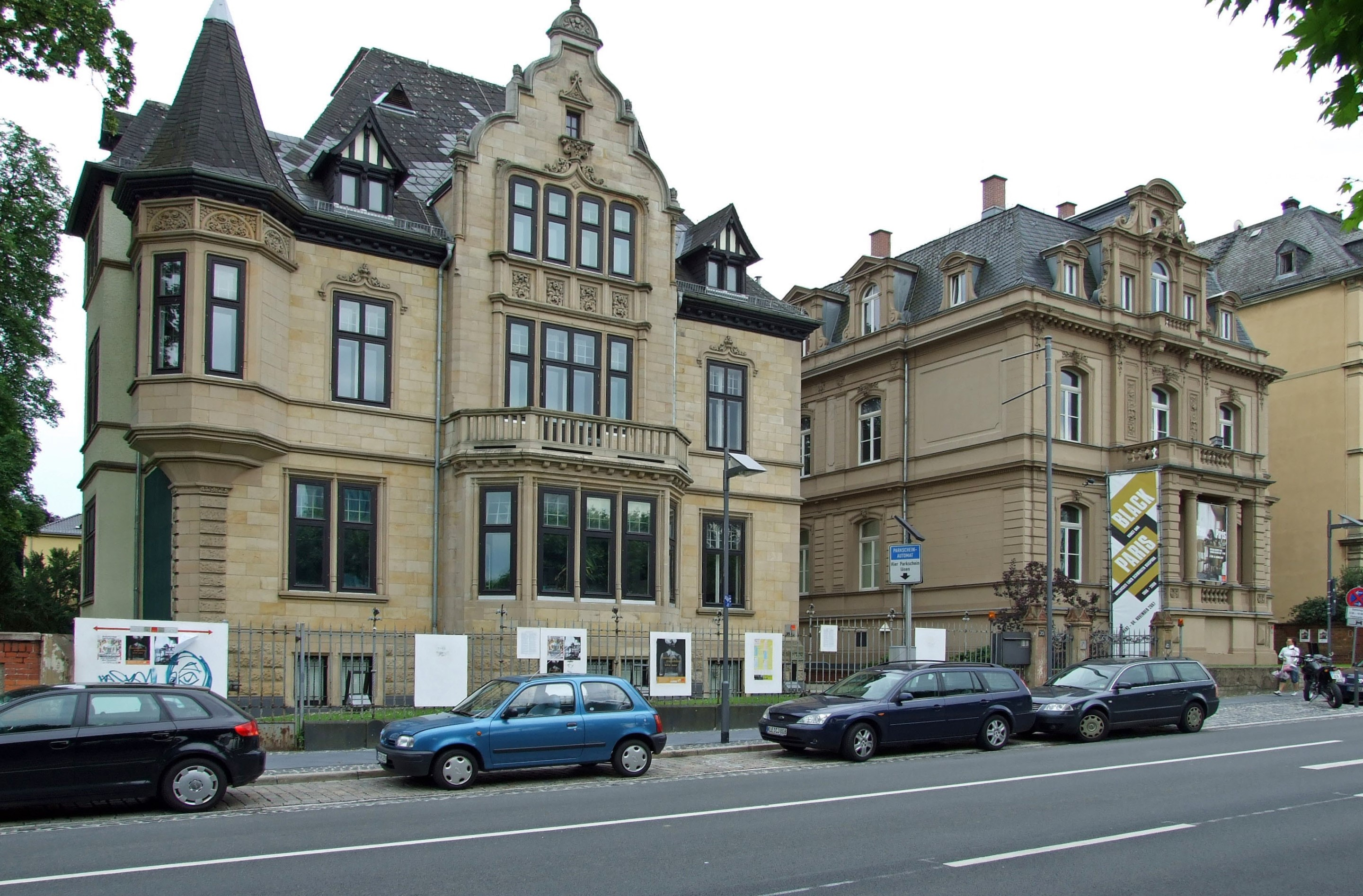
37号

世界文化博物馆 (德語：Museum der Weltkulturen) 是一个民族学博物馆，位于德国法兰克福。在2001年之前名为民族学博物馆（Museum für Völkerkunde）。

## 历史
该馆成立于1904年。1908年，博物馆迁至市中心的图恩与塔克西斯宫。1925年，法兰克福市收购了民族学家、法蘭克福大學荣誉教授利奧·費羅貝尼烏斯的藏品，1934年費羅貝尼烏斯担任馆长，直到1966年。
在二战期间的法兰克福轰炸中，许多藏品与图恩与塔克西斯宫一同被毁。但一些藏品已被转移，得以幸存。1973年，这些藏品在美因河畔的一座老别墅展出。因此世界文化博物馆也是法兰克福博物馆岸最早的博物馆之一。
博物馆在1973年进行扩展，现在设于绍美因凯的三座建筑物内 – 29号（主楼）、35号和37号。展品超过65,000件，来自大洋洲、东南亚、美洲、非洲和欧洲 37号举办印度、非洲、大洋洲和 印度尼西亚艺术家的当代作品展。 因此，世界文化博物馆被认为是现在 Museumsufer 上最早的博物馆之一。